# Puchar Angoli w piłce nożnej
Puchar Angoli w piłce nożnej - rozgrywki piłkarskie, rozgrywane w systemie pucharowym, corocznie, przez kluby zrzeszone w Federação Angolana de Futebol (Angolska Federacja Piłki Nożnej). Rozgrywki zostały rozpoczęte w 1982 roku (triumf Primeiro de Maio). 

## Finały
- 1982: Primeiro de Maio 2:0 Petro do Huambo
- 1983: Primeiro de Maio 9:1 11 de Novembro
- 1984: Primeiro de Agosto 2:0 Desportivo de Benguela
- 1985: Ferroviário da Huíla 2:0 Interclube
- 1986: Interclube 1:0 Primeiro de Maio
- 1987: Petro Atlético 4:1 Ferroviário da Huíla
- 1988: Sagrada Esperança 2:0 FC de Cabinda (dogrywka)
- 1989: Ferroviário da Huíla 2:1 Interclube
- 1990: Primeiro de Agosto 1:0 Petro Atlético
- 1991: Primeiro de Agosto 2:1 Petro Atlético (dogrywka)
- 1992: Petro Atlético 3:2 Primeiro de Agosto
- 1993: Petro Atlético 2:1 Atlético Sport Aviação
- 1994: Petro Atlético 2:1 Independente
- 1995: Atlético Sport Aviação 3:1 Independente
- 1996: Progresso do Sambizanga 1:0 Primeiro de Maio
- 1997: Petro Atlético 2:1 Primeiro de Agosto
- 1998: Petro Atlético 4:1 Primeiro de Agosto
- 1999: Sagrada Esperança 1:0 Atlético Sport Aviação
- 2000: Petro Atlético 1:0 Interclube
- 2001: Sonangol do Namibe 3:2 Sporting de Cabinda
- 2002: Petro Atlético 3:0 CD Huíla
- 2003: Interclube 1:0 Sagrada Esperança (dogrywka)
- 2004: Sonangol do Namibe 2:0 Primeiro de Agosto
- 2005: Atlético Sport Aviação 1:0 Interclube
- 2006: Primeiro de Agosto 1:1 Sport Luanda e Benfica (dogrywka, 4:3 w rzutach karnych)
- 2007: Primeiro de Maio 3:1 (a.p) Sport Luanda e Benfica
- 2008: Santos FC 1:0 Recreativo Libolo (dogrywka)
- 2009: Primeiro de Agosto 2:1 Sagrada Esperança
- 2010: Atlético Sport Aviação 0:0 Interclube (dogrywka, 4:3 w rzutach karnych)
- 2011: Interclube 1:1 Primeiro de Agosto (dogrywka, 4:2 w rzutach karnych)
- 2012: Petro Atlético 2:0 Recreativo Caála
- 2013: Atlético Sport Aviação 1:0 CD Huíla
- 2014: Sport Luanda e Benfica 1:0 Petro Atlético
- 2015: FC Bravos do Maquis 1:0 Sagrada Esperança

## Osiągnięcia klubów
| Klub                   | Ilość zwycięstw | Lata                                                       |
| ---------------------- | --------------- | ---------------------------------------------------------- |
| Petro Atlético         | 10              | 1987, 1992, 1993, 1994, 1997, 1998, 2000, 2002, 2012, 2013 |
| Primeiro de Agosto     | 5               | 1984, 1990, 1991, 2006, 2009                               |
| Primeiro de Maio       | 3               | 1982, 1983, 2007                                           |
| GD Interclube          | 3               | 1986, 2003, 2011                                           |
| Atlético Sport Aviação | 3               | 1995, 2005, 2010                                           |
| Ferroviário da Huíla   | 2               | 1985, 1989                                                 |
| Sagrada Esperança      | 2               | 1988, 1999                                                 |
| Sonangol do Namibe     | 2               | 2001, 2004                                                 |
| Santos                 | 1               | 2008                                                       |
| Sport Luanda e Benfica | 1               | 2014                                                       |
| FC Bravos do Maquis    | 1               | 2015                                                       |
| Progresso Sambizanga   | 1               | 1996                                                       |